# 變質說
變質說（論）、化質說（拉丁語：transsubstantiatio），有時又被新教或一些宗教學研究者稱為「圣餐变体论」，為天主教會關於聖體聖事（聖餐禮）的教義，也是天主教會的核心教義之一，同時是天主教會與大部分新教教派的主要分歧之一。此論點認為麵餅與葡萄酒，在經過聖體聖事的祝聖後，已真實转化为基督的圣体与寶血。東正教會和東方正統教會也認為，麵包和酒已經完全在本質上變為基督的身體和寶血，它在1215年的第四次拉特朗公會議上正式得到确认，但后世遭到约翰·威克里夫等宗教改革者的挑战。